# 古一舟
古一舟（1923年6月—1987年11月），别名古岛，山西运城人，中国现代画家。

## 生平简述
生于山西省运城县（今运城市）北相镇东古村。
1937年参加八路军“学兵大队”，学习美术。后在晋东南“山西青年抗敌决死队”第三纵队从事美术工作。
1947年参加晋冀鲁豫中央土改工作团。
1948年在冀南区工作时加入中国共产党。后任冀南美术社副主任及《冀南画报》主编。其以现实题材创作的街头画作品曾得到徐悲鸿的评议赞许，并在全国年画评奖中获奖。
1950年代初入中央美术学院调干进修班，1954年毕业。后进入北京画院从事专业创作，其作品多为山水画。
1959年参与创作《首都之春》长卷。
1980年后连任北京中国画研究会第四、第五届会长。